# چشمه (انگر)
چشمه (به فرانسوی: La Source) نقاشی رنگ روغن بر بومی اثر نقاش فرانسوی جنبش نوکلاسیسیسم، ژان اگوست دومینیک انگر است. انگر کار بر روی این نقاشی را در سال ۱۸۲۰ در فلورانس آغاز کرد که تا سال ۱۸۵۶ در پاریس به پایان نرسید. او چشمه را در اوج شهرت و در سن ۷۶ سالگی با کمک دو تن از شاگردانش که درکشیدن پس‌زمینه و کوزهٔ آب یاریش کردند، به پایان رساند.
چشمه نخستین‌بار در سال ۱۸۵۶ به نمایش درآمد. این نقاشی تا سال ۱۹۸۶ در موزه لوور نگهداری می‌شد که پس از آن تاریخ به موزه اورسی پاریس انتقال یافت.

## توصیف
نقاشی چشمه بانوی جوان برهنه‌ای را نشان می‌دهد که در بین دو تخته‌سنگ ایستاده و کوزه‌ای به دست دارد که آب از آن بر روی زمین می‌ریزد. دو گل نیز در دو سوی او وجود دارد.